# Bisamnäbbmus
Bisamnäbbmus eller desman-näbbmus (Galemys pyrenaicus) är ett däggdjur i familjen mullvadsdjur och ingen näbbmus som namnet påstår. Den bildar tillsammans med arten desmanråtta släktgruppen myskmöss (Desmanini). Arten är väl anpassad till livet i vatten.

## Kännetecken
Djuret når en kroppslängd mellan 11 och 14 centimeter samt en vikt mellan 40 och 80 gram. Den långa nosen påminner om en snabel och är med undantag av några morrhår naken. Svansen är ungefär lika lång som övriga kroppen (12 till 15 cm) och avplattad på sidan. Bisamnäbbmus har små ögon och öronen är nästan gömda i pälsen. Pälsen är på ovansidan rödbrun och på undersidan gråaktig. Vid svansens undersida finns en doftkörtel som avsöndrar en vätska med myskliknande lukt.

## Utbredning och habitat
Arten förekommer i Pyrenéerna vid gränsen mellan Spanien och Frankrike samt i andra bergsregioner av norra Iberiska halvön fram till Portugal. Den lever främst vid snabbt flytande klara vattendrag på höjder som ligger mellan 300 och 1 200 meter över havet. Enskilda individer har även iakttagits vid bäckar upp till 2 700 meter över havet samt vid lägre liggande insjöar.

## Levnadssätt
Bisamnäbbmusen gräver vanligen inga egna bon utan använder bergssprickor, naturliga grottor eller bon av jordsorkar. I motsats till andra äkta insektsätare lever de ofta i par men hannens revir är lite större än honans. En del individer lever ensamma, oberoende av kön. Revirets gränser markeras med den beskrivna vätskan och försvaras mot artfränder.
Dessa djur vilar på dagen och letar på natten efter föda. De har särskilt god förmåga att simma och använder därför huvudsakligen sina bakre extremiteter som är utrustade med simhud. Upphittade byten släpas iland och äts där.
Födan utgörs av insektslarver, kräftdjur, maskar och mindre ryggradsdjur som fiskar och gnagare.
Parningstiden infaller på våren men vissa individer parar sig redan i januari. Efter dräktigheten som varar i cirka 30 till 50 dagar föder honan ett till fem (genomsnittligt 3,6) ungdjur som vid födelsen är blinda, tandlösa och nästan nakna. Ungarna dias ungefär en månad och vid början av andra levnadsåret är de könsmogna.

## Hot
Hotet utgörs av vattenföroreningar, förstöringen av levnadsområdet och fiskare som dödar bisamnäbbmusen då de ser djuret som konkurrent. Dessutom finns idag främmande och konkurrerande arter som minken i regionen. Minkarna har rymt från pälsfarmar eller blivit frigivna av sina tidigare ägare och fyller samma ekologiska nisch som bisamnäbbmusen. I delar av utbredningsområdet har skyddszoner inrättats. IUCN listar arten som sårbar (vulnerable).